# Notruf (2024)
Notruf ist eine halbdokumentarische Serie die erstmals am 22. April 2024 auf Sat.1 ausgestrahlt wurde. Als Moderatorin ist Bärbel Schäfer zu sehen. Es handelt sich um eine Neuauflage der gleichnamigen RTL-Serie, die von 1992 bis 2006 ausgestrahlt wurde.

## Handlung und Inhalt
Die Serie zeigt die von Schauspielern nacherzählten Einsätze von Rettungskräften, die bei verschiedenen Unfällen aktiv werden. Die Folgen werden durch die Moderation (Bärbel Schäfer) eingeleitet und mit kurzen Intervieweinspielern von echten, damals bei den Fällen anwesenden, Rettungskräften ergänzt.

## Produktion
Im Gegensatz zur Originalserie mit Hans Meiser werden die tatsächlichen Einsätze, von den Interviews getrennt, mit echten Schauspielern nacherzählt.